# Термогенин
Термогенин, разобщающий белок 1, РБ-1 (Thermogenin, uncoupling protein 1 или UCP1) — разобщающий белок, обнаруженный в митохондриях адипоцитов бурой жировой ткани. Используется в качестве основного  механизма продукции тепла (недоступная ссылка) у новорожденных и у млекопитающих, впавших в спячку.

## Свойства
Составляет около 10 % мембранных белков в митохондриях клеток бурой жировой ткани.
Белок кодируется геномом ядра клетки. Размер белка у животных и человека около 33 кДа. Состоит из 305—306 аминокислот. Состоит из трех трансмембранных доменов.

## Механизм действия

Механизм активации термогенина

Разобщающие протеины являются трансмембранными белками, которые уменьшают градиент протонов в окислительном фосфорилировании. Они увеличивают проницаемость внутренней митохондриальной мембраны, позволяя протонам, перенесенным в межмембранное пространство, возвращаться в митохондриальный матрикс. Производство тепла при помощи UCP1 в бурой жировой ткани происходит с разобщением клеточного дыхания и фосфорилирования, то есть быстрое окисление питательных веществ происходит с низкой интенсивностью производства АТФ.

## История
Разобщающий протеин 1 был открыт в 1979 году и клонирован в 1986.
Разобщающий протеин 2 (UCP2), гомолог UCP1, был обнаружен в 1997. UCP2 обнаруживается в различных тканях и считается, что он участвует в регуляции реактивных форм кислорода.
Позднее были обнаружены другие гомологи UCP1, включая UCP3, UCP4, BMCP1 (он же UCP5).